# غوردون ك. ماكليود
غوردون ك. ماكليود (بالإنجليزية: Gordon K. MacLeod)‏ هو طبيب أمريكي، ولد في 30 يناير 1929 في بوسطن في الولايات المتحدة، وتوفي في 25 نوفمبر 2007 في بيتسبرغ في الولايات المتحدة.